# Jüdischer Friedhof (Neu-Ulm)

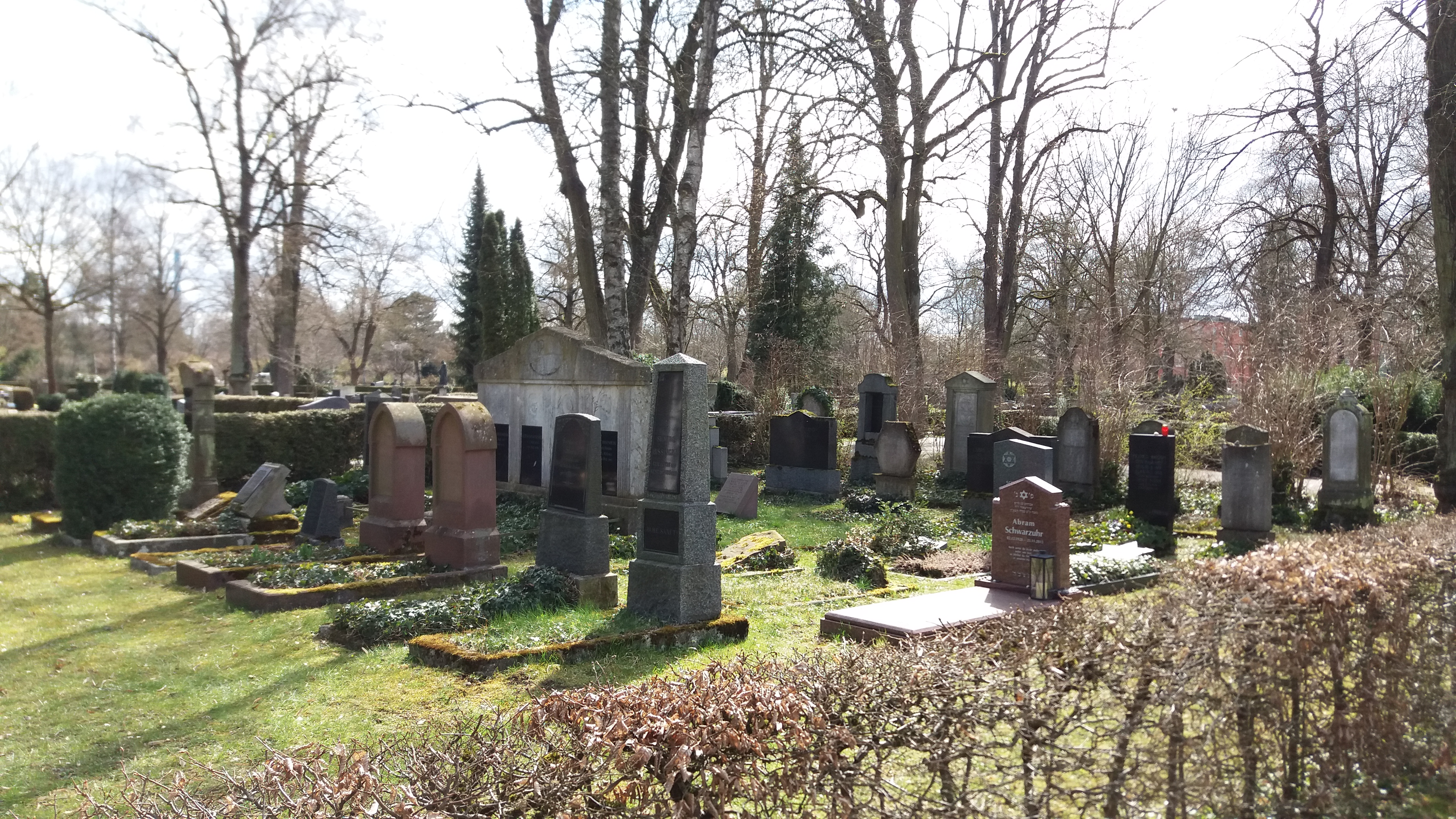
Das jüdische Gräberfeld in Neu-Ulm (2016)

Der Jüdische Friedhof Neu-Ulm liegt innerhalb des großen städtischen Hauptfriedhofs an der Reuttier Straße im Zentrum der bayerisch-schwäbischen Stadt Neu-Ulm.

## Geschichte

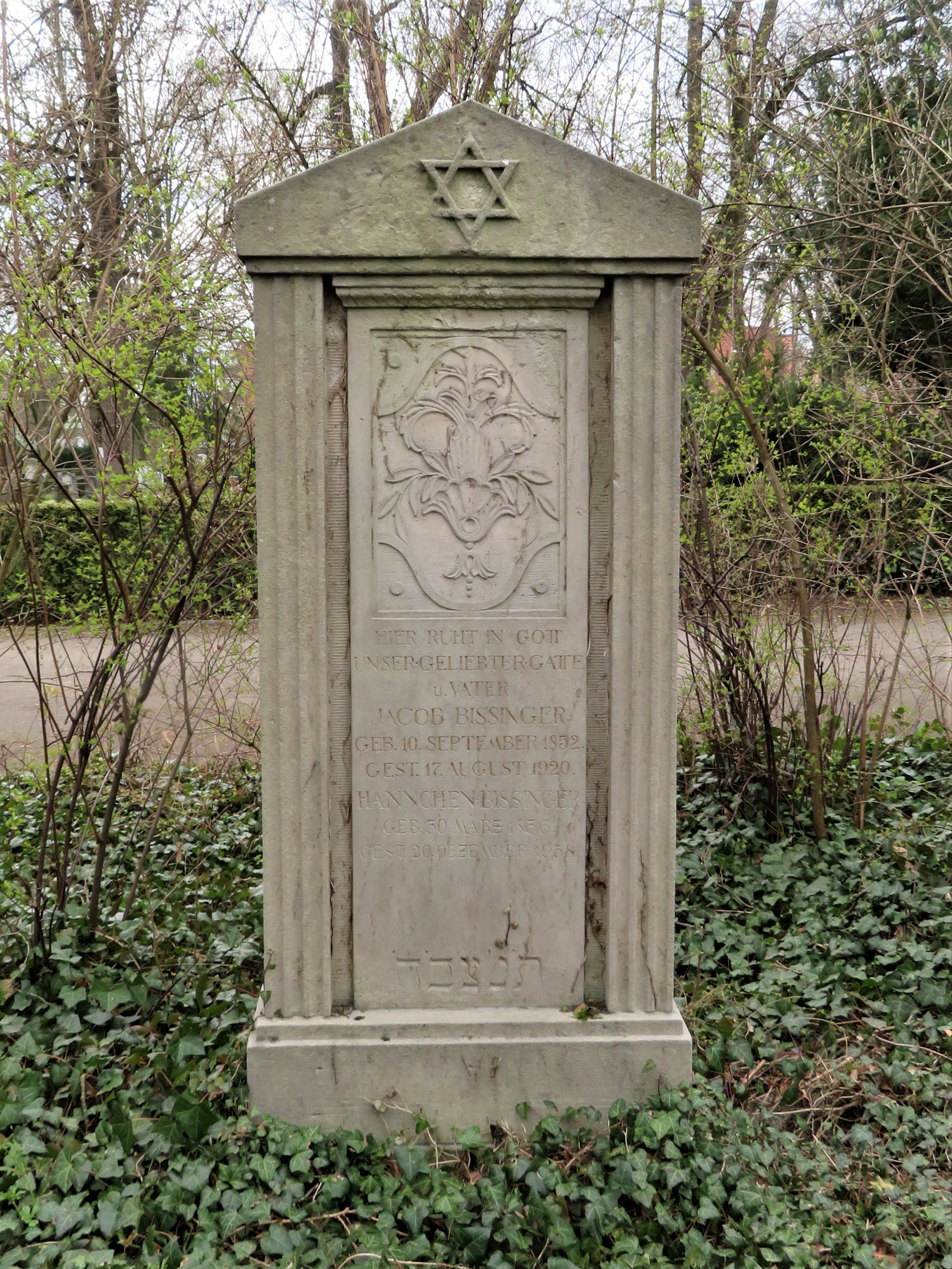
Mazewa von Jacob und Hannchen Bissinger

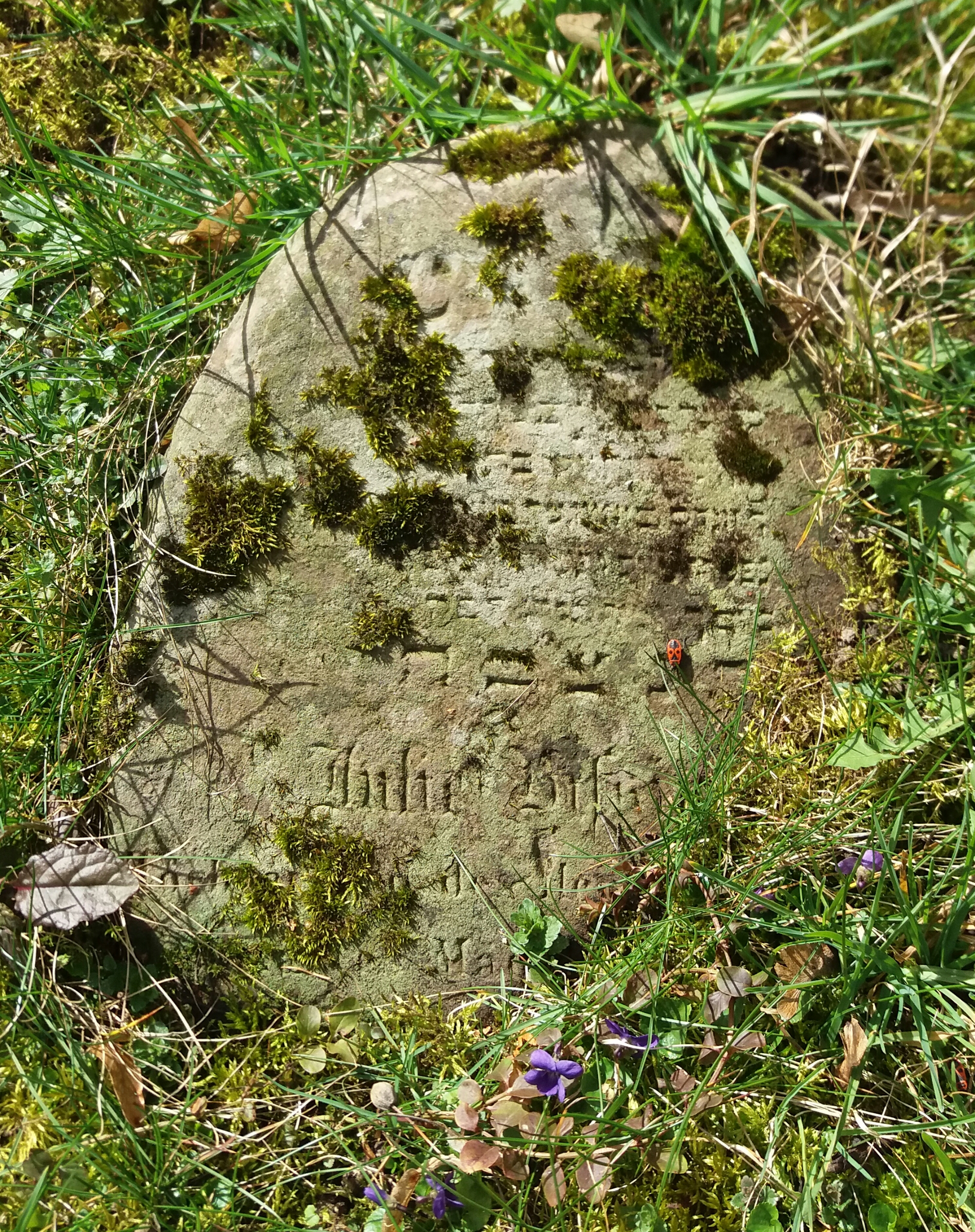
Bemoostes Kindergrab

Die Verstorbenen der jüdischen Gemeinde von Neu-Ulm, die seit der Mitte des 19. Jahrhunderts bestand, wurden traditionell auf dem Jüdischen Friedhof in Ichenhausen beerdigt. Dort, im benachbarten Landkreis Günzburg, lag der Sitz des Bezirksrabbinats. Obwohl die Neu-Ulmer jüdische Gemeinde bereits im Jahr 1875 das Recht erhalten hatte, auf dem städtischen Friedhof ein eigenes Gräberfeld anzulegen, fanden weiterhin zahlreiche Bestattungen in Ichenhausen statt. Bis 1933 waren in Neu-Ulm nur etwa 25 Grabstellen belegt.
Nach dem Zuzug neuer jüdischer Mitbürger in den 1980er Jahren fanden wieder Bestattungen auf dem jüdischen Friedhof in Neu-Ulm statt. Heute befinden sich dort rund 50 Gräber.

## Beschreibung
Das jüdische Gräberfeld nimmt mit seiner Größe von 2,25 Ar nur einen kleinen Bereich des ausgedehnten städtischen Friedhofs ein. Es liegt nordöstlich der Friedhofsgebäude in der Nähe des Zypressenwegs und ist über den zur Verwaltung führenden Hauptweg gut zu erreichen. Wie sämtliche Abteilungen des städtischen Friedhofs wird auch das jüdische Gräberfeld von niedrigen, geometrisch geschnittenen Hecken aus Hainbuche und Thuja eingefasst. Randlich stehen einige ältere Laubbäume, überwiegend Birken und Linden.
Der Bereich mit den jüdischen Gräbern fügt sich harmonisch in das Gesamtbild des Friedhofs ein. Einzige Besonderheit ist eine Stele aus weißem Granitstein, die im Jahr 1988 von der Stadt Neu-Ulm zum Gedenken an die verstorbenen jüdischen Mitbürger aufgestellt wurde. Sie trägt im oberen Bereich einen eingemeißelten Davidstern und darunter die Inschrift „RUHESTÄTTE JÜDISCHER MITBÜRGER“. An diesem Ort wird jeweils am 27. Januar der Opfer des Nationalsozialismus gedacht.
Befestigte Wege sind im jüdischen Teil nicht vorhanden; alle Gräber liegen in einer gepflegten Rasenfläche. Es gibt dort schmale aufrechtstehende Grabsteine, flache Grabplatten und kleine Kindergräber, aber auch einzelne Gedenksteine für Neu-Ulmer Juden, die an anderen Orten verstorben sind. Das auffälligste und den jüdischen Friedhof allein wegen seiner Größe dominierende Objekt ist das Grabdenkmal der alteingesessenen Familie Rosenheim mit vier schwarzen beschrifteten Tafeln.
Die Grabsteine sind in Abhängigkeit von ihrem Alter und den verwendeten Materialien in sehr unterschiedlichen Erhaltungszuständen. Manche Inschriften sind stark verwittert und kaum noch lesbar, und die flachen Grabplatten im Rasen werden zunehmend von Moos überwuchert.

## Denkmalschutz
Der gesamte städtische Friedhof und mit ihm sein Teilbereich „Jüdischer Friedhof Neu-Ulm“ wurde unter dem Aktenzeichen D-7-75-135-56 als Baudenkmal in die Denkmalliste des Bayerischen Landesamtes für Denkmalpflege eingetragen.